# Maranello
Maranello (Maranèl, en dialecto modenense) es un pueblo del norte de Italia, con una población de 17.165 habitantes, de la provincia de Módena, en la región de Emilia-Romaña.

## Geografía
La ciudad está ubicada a 19 km al sur de Módena, 50 km al sudoeste de Boloña en la carretera provincial 3 "Via Giardini". Es una de las ciudades en las estribaciones que forman parte del "complejo cerámico" junto con Fiorano Modenese, Formigine y Sassuolo. El casco urbano se encuentra entre las primeras depresiones que conducen a los "Apeninos de Módena" y el llano ocupado por campos e industrias.

## Historia
Hay hallazgos arqueológicos de la zona de Maranello por la Edad de Bronce (1800-1000 aC), e incluso numerosos hallazgos de períodos anteriores, como los restos de la Terramar de Gorzano o la necrópolis Cumarola de la Edad del Cobre (III milenio aC). Se sabe con certeza que hubo asentamientos de personas de Liguria y las legiones romanas que poco a poco fueron ganando Italia entre 189 y 179 a. C. La confirmación de la presencia romana sigue siendo Via Claudia, una de las principales carreteras que atraviesa el país: tal vez era una antigua ruta de la época etrusca, una alternativa a una sección de Via Emilia, que fue organizada por el cónsul Claudio quien le puso su nombre.
Muy importante fue el descubrimiento en 1987 en Torre delle Oche de los restos de un horno de época romana. El material recuperado se expone en el Museo Arqueológico en el Museo Palacio de Largo San Agustín en Módena.
El nombre de Maranello deriva probablemente del establecimiento de una familia de Marano sul Panaro (un municipio vecino al sur), o Arardini los Heraldos, que construyó el castillo que todavía existe, después de la reconstrucción tras el terremoto de 1501. Las casas alrededor del castillo son el llamado casco antiguo de Maranello. Después de idas y venidas, la mansión fue adquirida en 1936 por el profesor Giuseppe Graziosi, famoso pintor y escultor que vivió y trabajó allí. El castillo actualmente pertenece a privados.
La ya citada via Gardini, ex Estatal de Abetone tiene una gran importancia logística, ya que es la carretera que pasa frente a la planta de Ferrari. Encargada por el duque Francesco III d'Este para unir al Ducado de Módena con el Gran Ducado de Toscana y así garantizar el desarrollo económico y social del país, iniciada en 1766 y completada en 10 años. Para la época fue una obra gigantesca, con una longitud de un centenar de Kilómetros en la zona de Módena, del centro a la frontera de la Toscana. En el recorrido se ubicaron puestos de Correo, posadas, fuentes y lugares de refugio para los "viajeros", una verdadera carretera antes de tiempo. El diseño y gestión de la construcción fueron encargados al ingeniero Pedro Giardini. En la obra trabajaron 3000 trabajadores. El Duque, satisfecho con el resultado, le dio el nombre de su realizador. 
Gracias a este camino y su ubicación a los pies de los Apeninos tosco - emilianos, Maranello ha adquirido la reputación en Módena como un buen lugar para vacacionar. En el cruce entre la Via Giardini y la vía Claudia se ha desarrollado el país tal como lo conocemos hoy. Además del núcleo central, Maranello también se forma por las localidades de Pozza, Gorzano, Torre Maina, Torre delle Oche, San Venancio y Fogliano.

## Demografía
| Gráfica de evolución demográfica de Maranello entre 1861 y 2001 |
|                                                                 |
| Fuente ISTAT - elaboración gráfica de Wikipedia                 |

## Lugares de interés

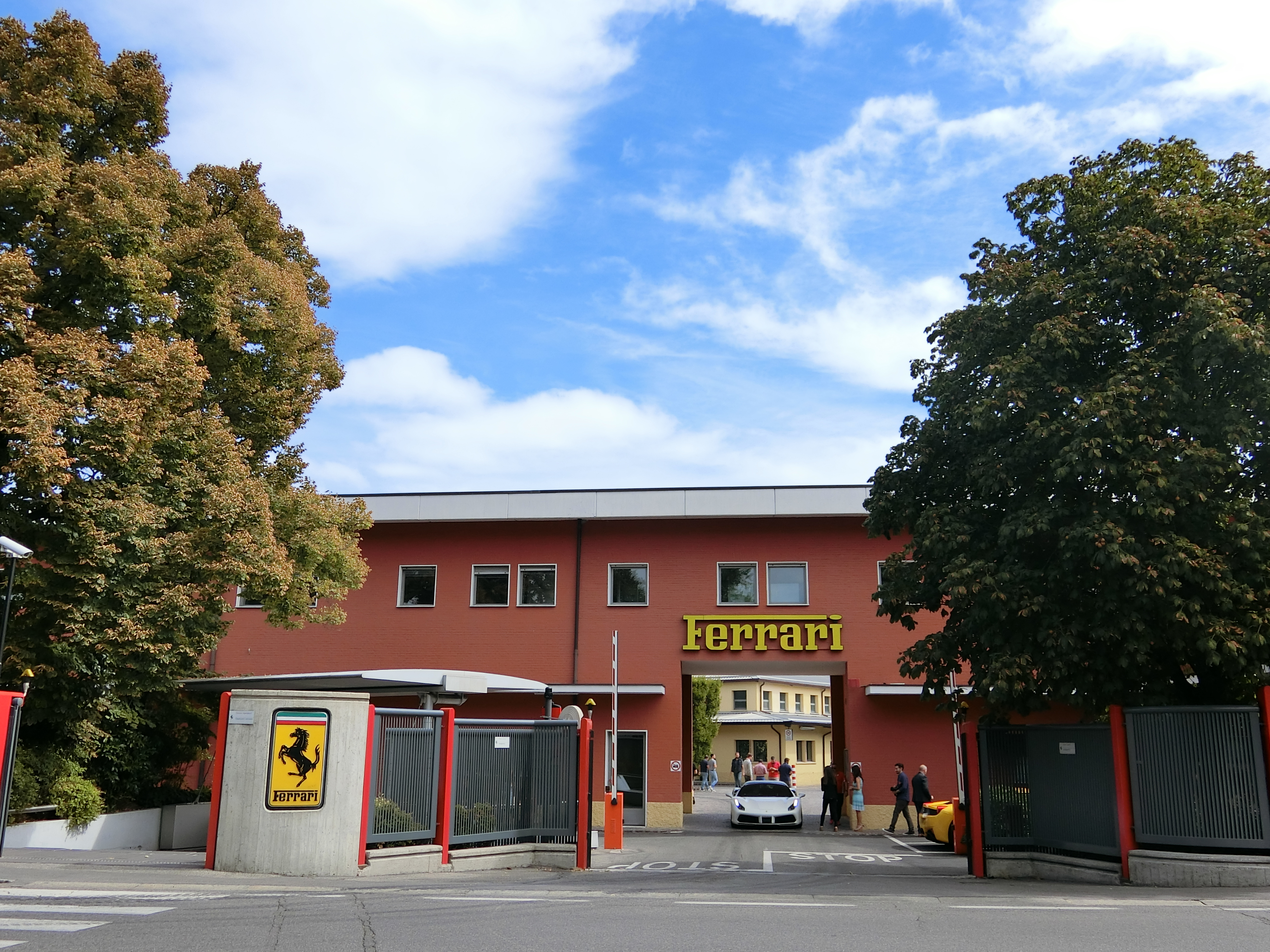
Ingreso de la fábrica de Ferrari.

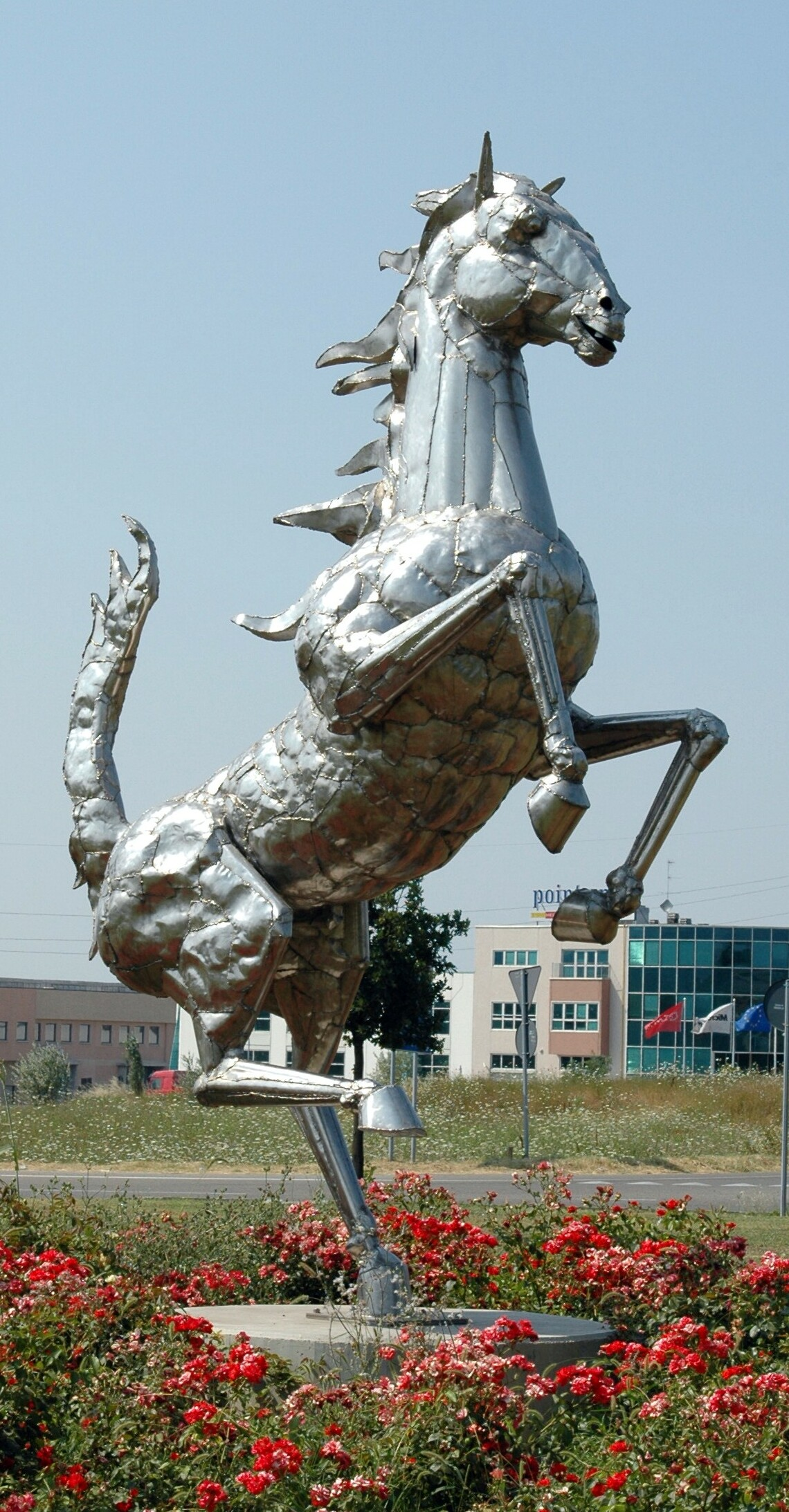
El Cavallino rampante.

En el centro de Maranello está la iglesia parroquial, construida entre 1894 y 1903 como un nuevo polo de agregación en el país que comenzó a desarrollarse cerca de la intersección de las Vías Giardini y Claudia. El campanario fue construido unos años más tarde, entre 1909 y 1913.
El Museo Ferrari muestra los modelos históricos de los coches y el deporte del motor y la competición, así como trofeos y copas, monos y cascos de los pilotos que documentan la historia de la escudería de Fórmula 1.
A la entrada de la fábrica de Ferrari (también muy fotografiada por los turistas), se encuentra el famoso restaurante Cavallino, donde Enzo Ferrari tenía una pequeña habitación reservada para él (ahora es utilizado por las altas esferas del equipo).

## Personalidades ligadas a Maranello
- Enzo Ferrari, piloto de carreras y fundador de la empresa de automóviles deportivos Ferrari
- Giuseppe Graziosi, pintor realista y dueño del Castillo de Maranello[6]
- Nerina Montagnani, actriz
- Localidad de origen de los ancestros paternos del futbolista Edinson Cavani.